# Bornholm (provincie)

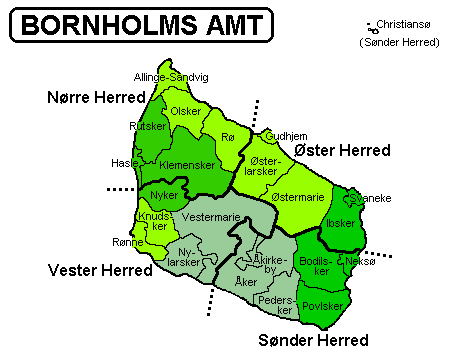
Bornholms Amt. Met verschillende groene tinten zijn de gemeenten ingetekend, die ten tijde van de gemeentelijke herindeling in 1970 werden opgericht. Lichtgroen:Gudhjem in het noorden en Rønne in het zuidwesten. Donkergroen: Hasle in het westen en Nexø in het oosten. Grijsgroen: Åkirkeby.
Daarnaast de grenzen tussen de 22 gemeentes van voor de herindeling.
Dikke zwarte lijnen geven de grenzen tussen de herreds weer.

Bornholm hoort sinds 2007 bij de Deense regio Hovedstad.

Bornholms Amt (provincie Bornholm) is een voormalige provincie in Denemarken die het eiland Bornholm omvat en een aantal nederzettingen op kleine eilanden ten noordoosten ervan, Ertholmene genaamd. De hoofdstad was Rønne, de grootste plaats van het eiland.

## Toelichting
Bornholm was tussen 1662 en 1970 een bestuurlijke entiteit die nauwelijks veranderde. Op het eiland waren zes plaatsen met de status marktstad en 16 parochiegemeenten. De marktsteden vielen direct onder het eilandbestuur ("Amt"). Bestuurstechnisch week Bornholm daarmee af van de rest van Denemarken, want daar vielen marktsteden niet onder het "Amt" (provinciaal bestuur) maar onder het ministerie van binnenlandse zaken. De parochies waren gegroepeerd in herreds. In 1970 werden de herreds afgeschaft en werd het eiland verdeeld in vijf gemeenten
De herreds, tot 1970
- Nørre Herred
- Sønder Herred (Inclusief Ertholmene)
- Vester Herred
- Øster Herred

De in 1970 ingestelde gemeenten waren:
- Gudhjem (Noordelijke deel)
- Hasle (Westelijke deel)
- Nexø (Oostelijke deel)
- Rønne (Zuidwestelijke deel)
- Åkirkeby (Midden en zuiden van het eiland)

In 2002 werden de vijf gemeenten op het eiland samengevoegd tot een zogenaamde gemeenteregio ("Regionskommune"). In 2007 vond opnieuw een gemeentelijke herindeling ("strukturreform") plaats en werd het hele eiland samengevoegd met delen van het eiland Seeland tot de regio Hovedstad ("Hoofdstad") .

### Provinciale bestuurders
- 1787-1801 Christen Heiberg
- 1804–1809 Frederik Thaarup
- 1866–1871 Emil Vedel
- 1871–1894 Peter Holten
- 1961–1985 Niels Elkær-Hansen
- 1985–1997 Johan Erichsen
- 1997–2005 Jørgen Varder

### De parachiegemeenten
De parochiegemeenten van Bornholm werden in twee grote Decanaten ingedeeld:
- Vestre Provsti (Decanaat-West) met 11 parochies
- Østre Provsti (Decanaat-Oost) met 11 parochies

Er is nu één decanaat, Bornholms decanaat genoemd, waar de 22 parochies onder zijn gebracht. Zij behoren tot het Bisdom Kopenhagen.